# L'Estréchure
L'Estréchure è un comune francese di 179 abitanti situato nel dipartimento del Gard, nella regione dell'Occitania.

## Società

### Evoluzione demografica
Abitanti censiti